# Gegë Marubi
Gegë Marubi (* 1909; † 1984) byl albánský fotograf pocházející z rodiny fotografů Marubi – dříve také Marubbi. Ta se skládala z významných albánských fotografů otce Pjetëra (1834-1903) syna Kela (1870-1940) a vnuka Gegëho. Provozovali fotografické řemeslo během 19. a 20. století po tři generace ve fotografickém studiu v albánském Skadaru, které je považováno za vůbec první v Albánii. Svou prací přispěli významně k vytvoření dokumentace života své doby a albánského kulturního dědictví v jihovýchodní Evropě.

## Život a dílo
Gegë Marubi šel ve stopách svého otce a byl také fotografem. V Lyonu studoval na Vysoké škole bratrů Lumièrových a za svou práci získal několik cen. Na rozdíl od svých dvou předchůdců nasnímal mnoho fotografií krajin bez lidí a experimentoval s celuloidovým filmem. Poté, co komunisté v roce 1944 po druhé světové válce převzali kontrolu, zavřel v roce 1946 svůj obchod a v roce 1952 ukončil svou práci fotografa.
Místo toho investoval mnoho času do archivace a zachování rodinné sbírky, roku 1974 nebo 1978 daroval fotografický archiv 150 000 negativů (skleněných desek) albánskému státu. Jeho jediná dcera Teresa byla inženýrkou, ředitelkou závodu a v roce 1990 starostkou města Skadar.